# ویسمار
شهر ویسمار (به آلمانی: Wismar) شهری بندری است که در شمال شرقی آلمان قرار دارد. این شهر مرکز (شهرستان) ناحیه روستایی نورد وست مکلنبورگ است. ناحیه نورد وست مکلنبورگ در شمال غربی ایالت مکلنبورگ-فورپومن آلمان قرار دارد. این شهر از شمال به دریای بالتیک از شرق ۶۵ کیلومتر با روستوک، از غرب ۴۵ کیلومتر (۲۸ مایل) با شهر لوبک و از جنوب به فاصله ۳۰ کیلومتر (۱۹ مایل) با شهر شورین مرکز ایالت مکلنبورگ-فورپومن فاصله دارد. جمعیت ویسمار در سال ۲۰۱۳ میلادی ۴۲۲۱۹ هزار نفر بوده‌است. ویسمار به دلیل معماری خاص از سال ۲۰۰۲ میلادی در فهرست میراث جهانی یونسکو قرار دارد. در حاشیه شهر قدیمی ویسمار Altstadt مناطق جدیدی در طول زمان ایجاد شده‌است که می‌توان به ویسمار شمال Wismar Nord ویسمار شرق Wismar Ost یا Kagenmarkt ویسمار جنوب Wismar Süd ویسمار غرب Wismar West یا Köppernitztal فریدنزهف Friedenshof وندورف Wendorf و دارگتسو Dargetzow اشاره کرد.
مرکز شهر قدیمی ویسمار (Altstadt) بزرگترین فضای شمال آلمان با مساحتی در حدود ۱۰ هزار متر مربع است. از این فضا برای برپایی هفتگی بازارچه محلی، بازارچه شب کریسمس و جشن‌ها و جشنواره سوئدی‌ها در تابستان استفاده می‌شود. در اطراف مرکز شهر قدیمی ویسمار ساختمان شهرداری، هتل، بانک‌ها، کافه‌ها و رستوران‌ها قرار دارد. ساختمان‌های به قدمت ۷۰۰ سال جذابیت خاصی برای هر جهانگرد و گردشگر علاقه‌مند به میراث جهانی است.
بسیاری از خانه‌ها در شمال آلمان و لهستان دارای طرح آجر گتیک هستند، اما بیشتر دیوارهای آنها توسط تخته سنگها تشکیل شده‌است. آجر گتیک یک سبک خاص از معماری گوتیک است که در شمال غربی و اروپای مرکزی بخصوص در اطراف دریای بالتیک که منابع سنگی برای ایجاد بنا ندارند متداول بود، بعدها آجر قرمز پخته شده در قرن دوازدهم وارد اروپای غربی و مرکزی شد، قدیمی‌ترین بناها از این دست به عنوان آجر رومانی طبقه‌بندی می‌شوند.

## نگارخانه

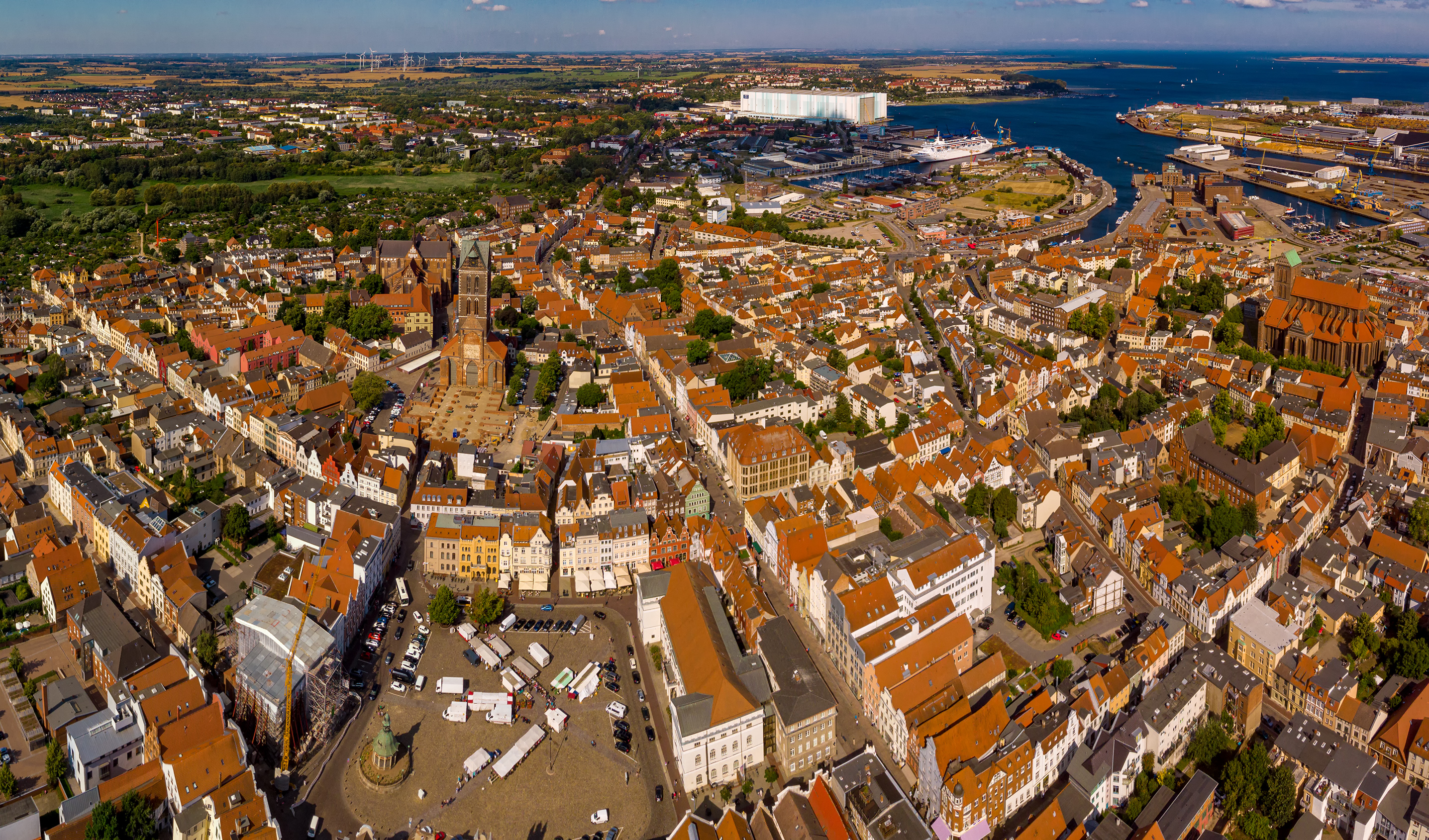
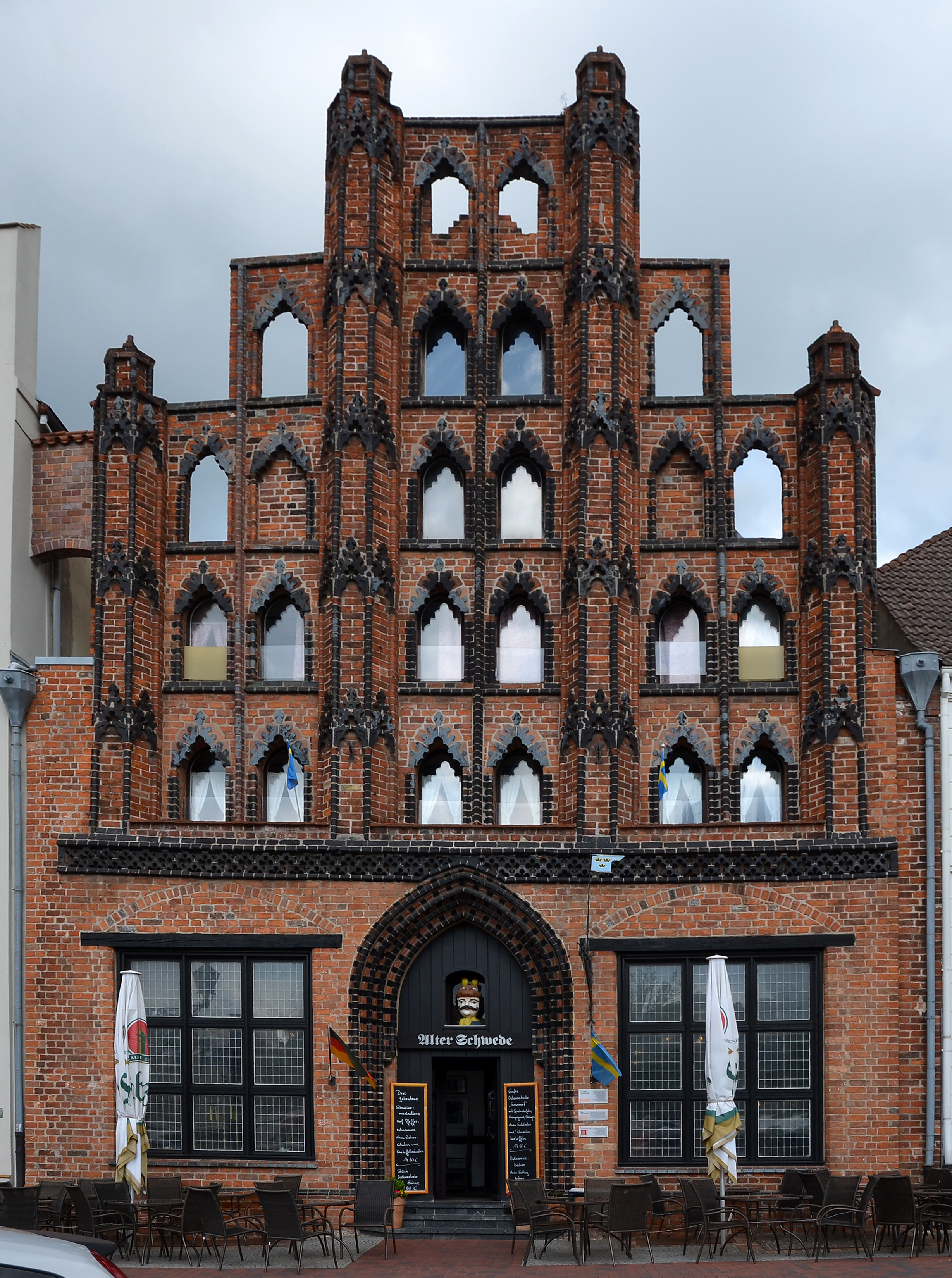
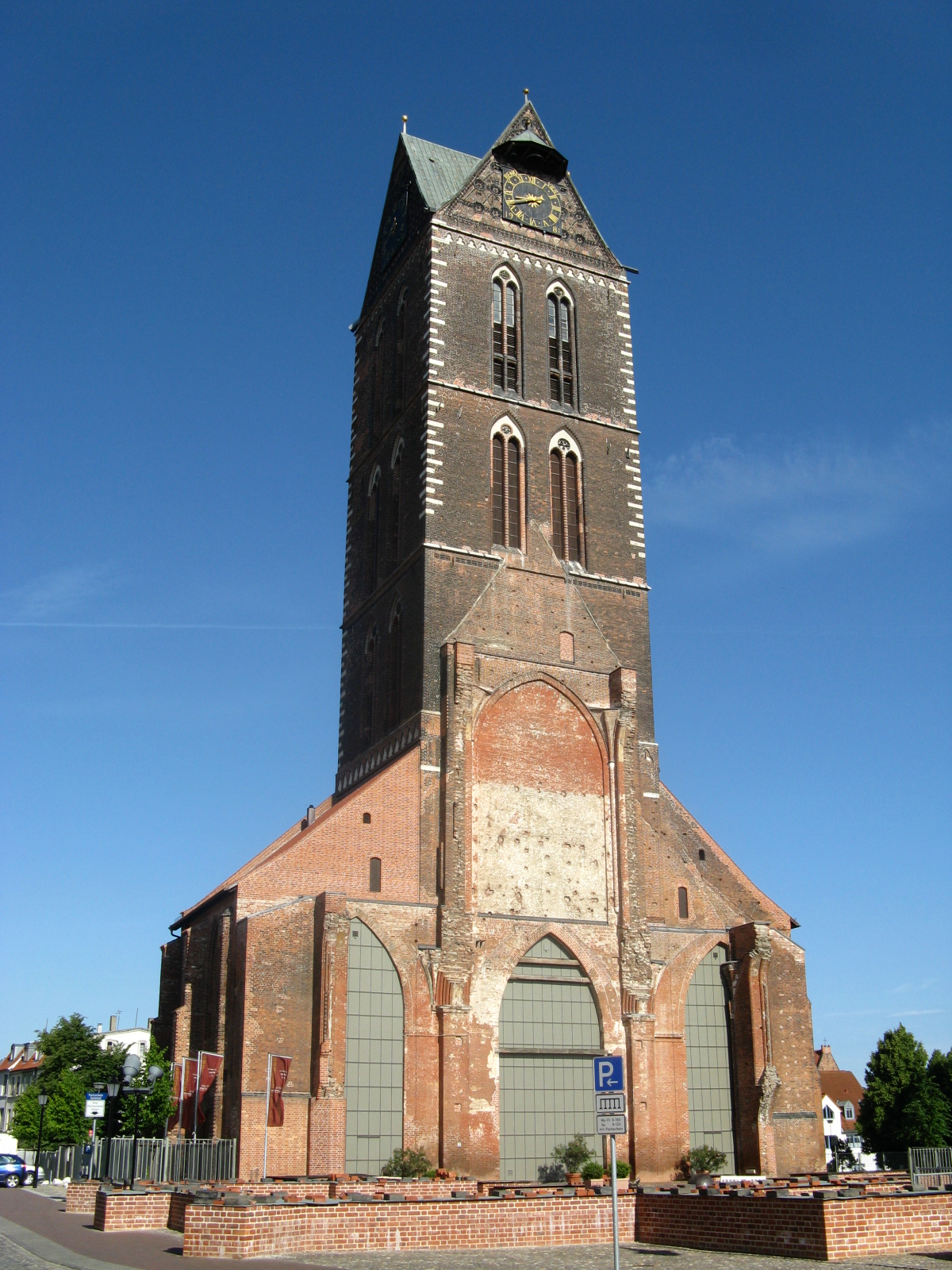
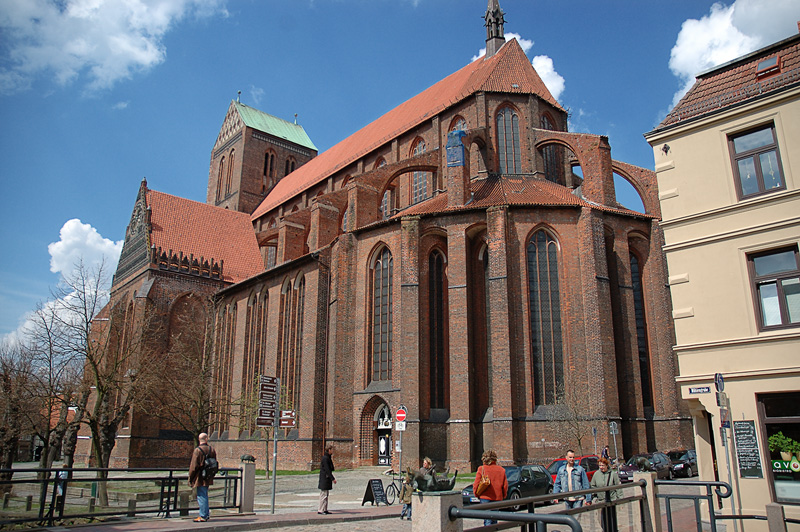
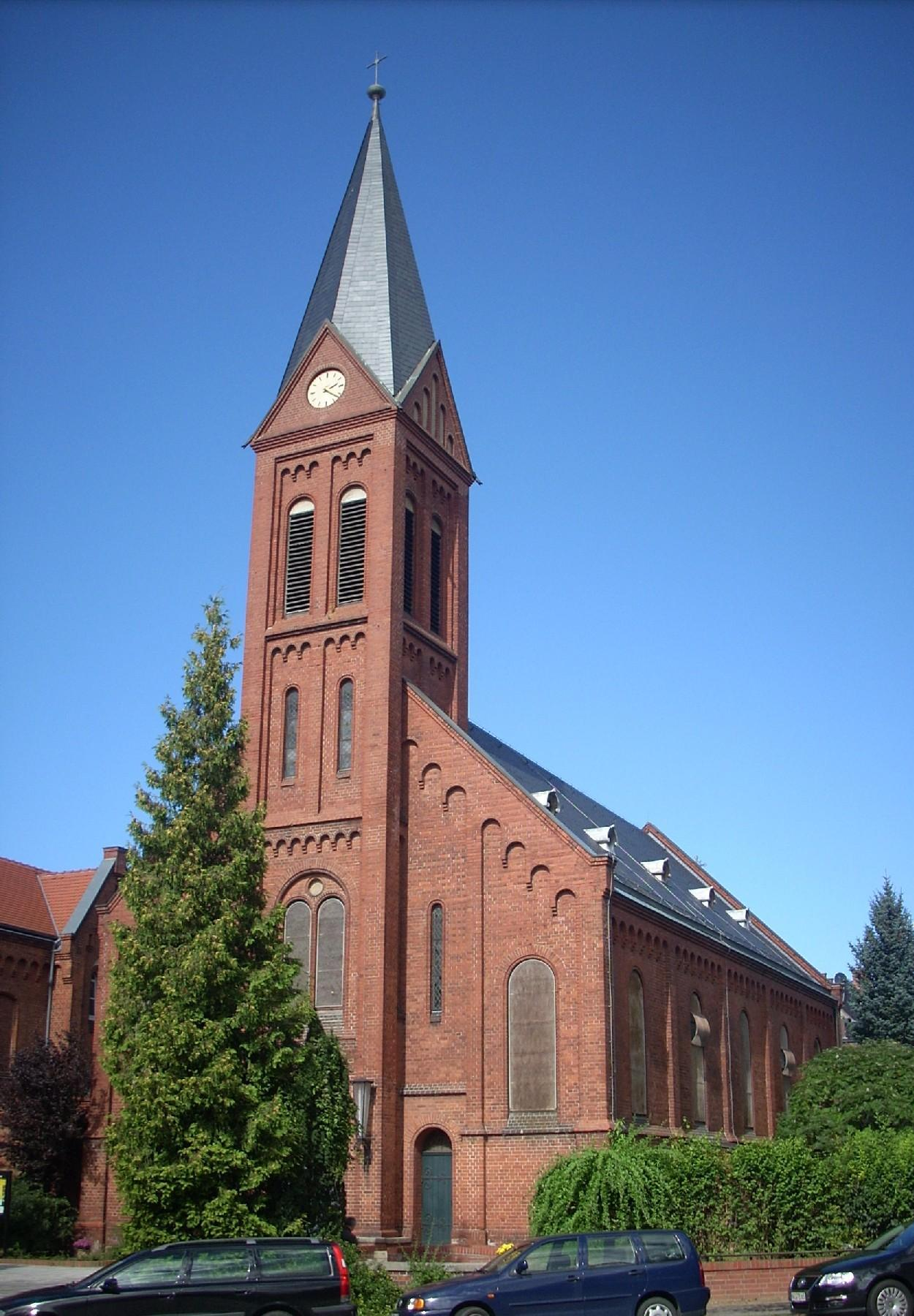
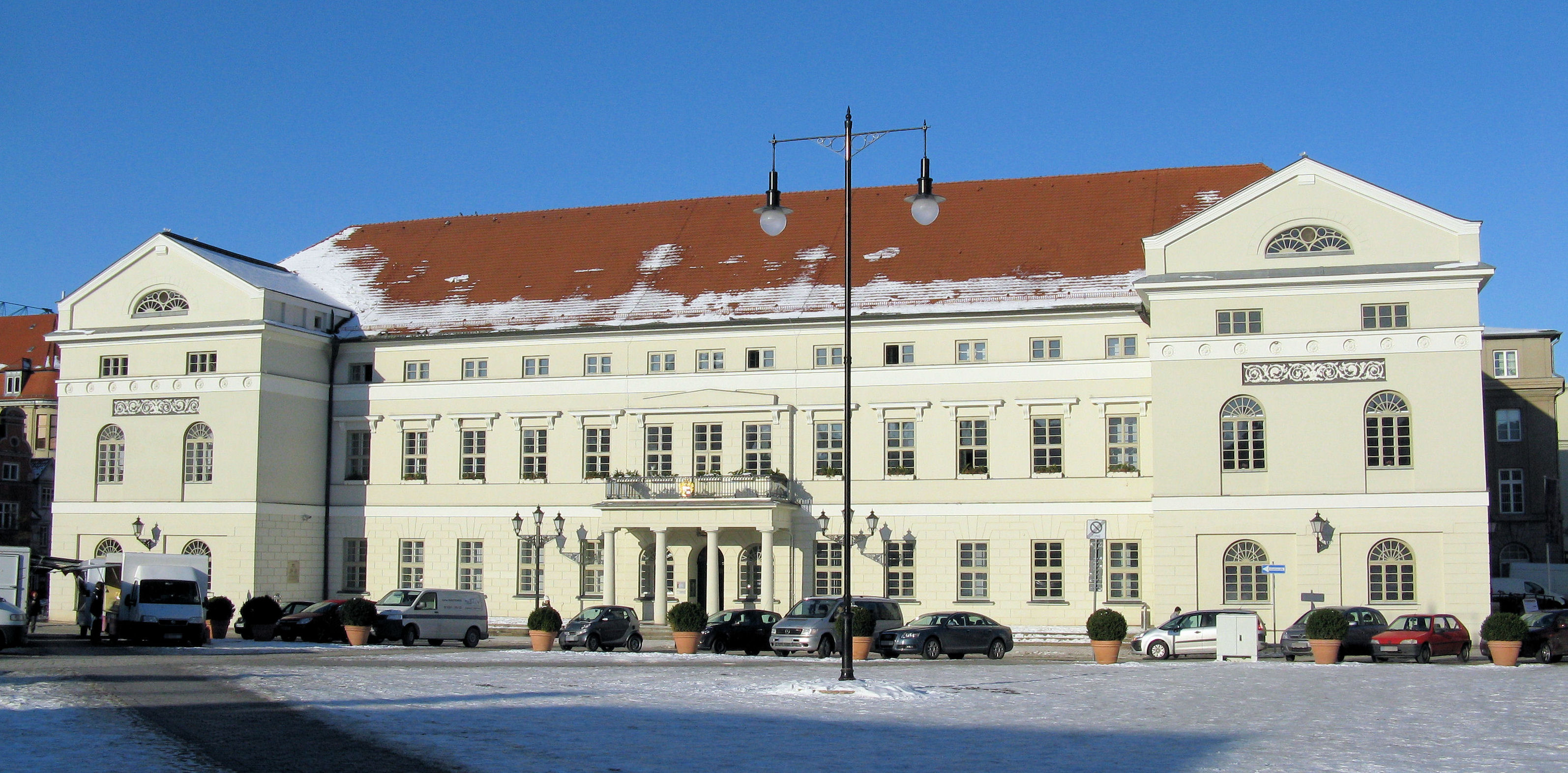
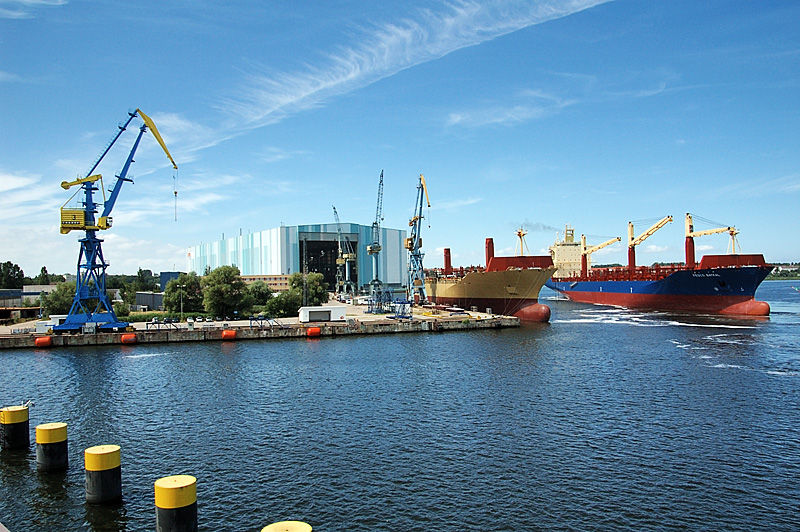
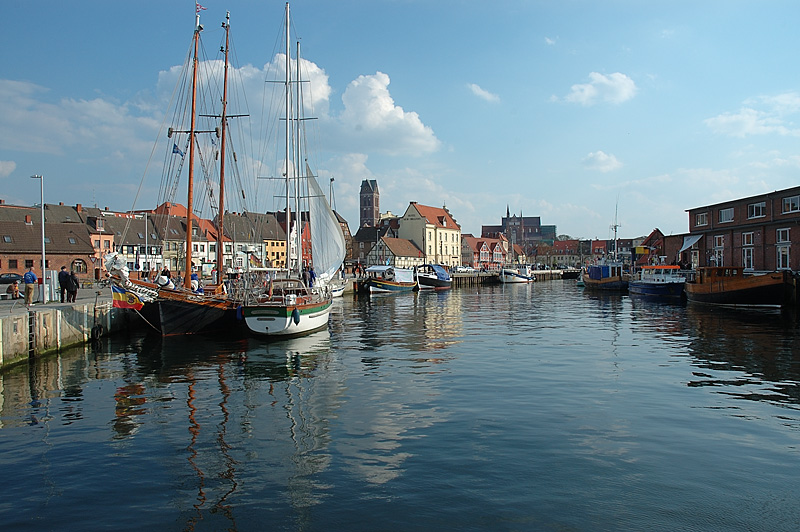